# Selo do presidente da Nigéria
O selo do presidente da República Federal da Nigéria é o símbolo oficial do presidente nigeriano. Foi usado pela primeira vez em 1979 pelo presidente Shehu Shagari no malfadado segunda república, e depois descartados pelos regimes militares sucessivos de  1983 - 1999. O selo presidencial retornou ao uso, na sequência da quarta república, em 1999, e permaneceu em uso até hoje.

## Descrição
O selo do presidente da Nigéria baseia-se no Brasão de Armas da Nigéria. O Brasão de Armas da Nigéria tem um escudo preto com duas listras brancas que se juntam, como a letra Y. Estes representam os dois principais rios que fluem através da Nigéria: o rio Benue e o rio Níger. O escudo preto representa boa terra da Nigéria, enquanto os dois cavalos de cada lado representam dignidade. A águia representa a força, enquanto as bandas de verde e branco na parte superior do escudo representam a rica terra agrícola do país. A flor amarela na grama é o crocus, flor nacional da Nigéria. A fita amarela abaixo tem o lema da República Federal da Nigéria ", UNIDADE E FÉ, PAZ E PROGRESSO". As palavras "SELO DO PRESIDENTE DA REPÚBLICA FEDERAL DA NIGÉRIA" cerca o selo entre dois círculos concêntricos verde.
Este símbolo é muito respeitado por toda a gente na Nigéria.

## Uso moderno
O selo é mais freqüentemente visto:
- Em documentos oficiais da Presidência.
- Sobre o púlpito verde em conferências de imprensa presidencial.
- Nas laterais dos veículos de transporte presidencial (Fleet Air Presidencial).
- No tapete circular no Conselho Executivo Federal câmaras na casa de campo presidencial de Aso Villa[1][2]